# Варов, Владимир Константинович
Владимир Константинович Варов (13 мая 1947, Пермь — 17 мая 2014, Москва) — российский государственный деятель, заместитель и первый заместитель Министра труда и социального развития России (1993—2004), народный депутат РСФСР.

## Биография
В 1974 г. окончил юридический факультет Пермского государственного университета.
- 1962—1966 гг. — рабочий на предприятиях Перми,
- 1974—1978 гг. — следователь прокуратуры Псковской области по Печорскому району,
- 1978—1982 гг. — старший юрисконсульт Ленинградского НПО «Ленэлектронмаш»,
- 1982—1989 гг. — правовой инспектор Ленинградского областного совета профсоюзов,
- 1990 г. — секретарь — главный правовой инспектор Всероссийского совета профсоюзов «Единение»,
- 1990—1992 гг. — народный депутат РСФСР, председатель подкомитета Комитета Верховного Совета РСФСР по законодательству,
- 1992—1993 гг. — первый заместитель Министра юстиции Российской Федерации,
- 1993—1994 гг. — заместитель Министра труда Российской Федерации,
- 1994—1996 гг. — руководитель Федеральной инспекции труда при Министерстве труда Российской Федерации- главный государственный инспектор труда Российской Федерации, в ранге первого заместителя Министра труда Российской Федерации,
- 1996—1999 гг. — первый заместитель Министра труда и социального развития Российской Федерации, руководитель Федеральной инспекции труда при Министерстве труда и социального развития — Главный государственный инспектор труда Российской Федерации,
- 1999—2004 гг. — заместитель Министра труда и социального развития Российской Федерации-главный государственный инспектор труда Российской Федерации.

Являлся членом Конституционной Комиссии Съезда народных депутатов РСФСР, координатором фракции Съезда народных депутатов РСФСР «Радикальные демократы», членом «Коалиции реформ», соучредителем и автором (экспертом) Центра «РФ-политика», членом Политсовета Народной Партии России, членом Координационного совета Радикально-демократического Российского Учредительного союза.
Один из инициаторов и авторов проекта «Декрета о власти», предусматривавшего ликвидацию партийных комитетов на предприятиях, департизацию Вооруженных Сил и правоохранительных органов, который был представлен на I съезде народных депутатов РФ в 1990 г. Сторонник радикальных экономических реформ и введения частной собственности на землю с правом её купли-продажи. Один из основных разработчиков многочисленных конституционных, законодательных и иных нормативных правовых актов высшего уровня по вопросам конституционного права, прав и свобод человека и гражданина, о референдуме, законодательства о труде и охране труда, о социальном страховании, о профсоюзах и иных общественных объединениях, о свободе передвижения и других.

## Награды и звания
Награждён орденами Почета (12.5.1997), «За заслуги перед Отечеством» IV ст. (30.9.2002).
Заслуженный юрист Российской Федерации (1995).